# Milorad Sokolović
Milorad Sokolović (in serbo Милорад Соколовић?; Belgrado, 10 agosto 1922 – Belgrado, 26 giugno 1999) è stato un cestista, allenatore di pallacanestro e giornalista jugoslavo.

## Palmarès

### Giocatore
- YUBA liga: 6

Stella Rossa Belgrado: 1947, 1948, 1949, 1950, 1951, 1952

### Allenatore
- YUBA liga femminile: 5

Stella Rossa Belgrado: 1953, 1954, 1955, 1956, 1957